# Iglesia de Santa Lucía (Lisboa)
La Iglesia de Santa Lucía, o la Iglesia de Santa Lucía y de San Brás es una iglesia localizada en el barrio de Santiago, Lisboa. Junto a la iglesia, se encuentra el mirador de Santa Lucía.

## Historia
Esta iglesia fue construida durante el reinado de D. Afonso Henriques., posiblemente por los caballeros de la Orden de Malta, siendo actualmente la sede de su asamblea.
Fue reconstruida en el siglo XVIII y reformada después del terremoto de 1755, por el arquitecto Mateus Vicente de Olivo.

## Descripción

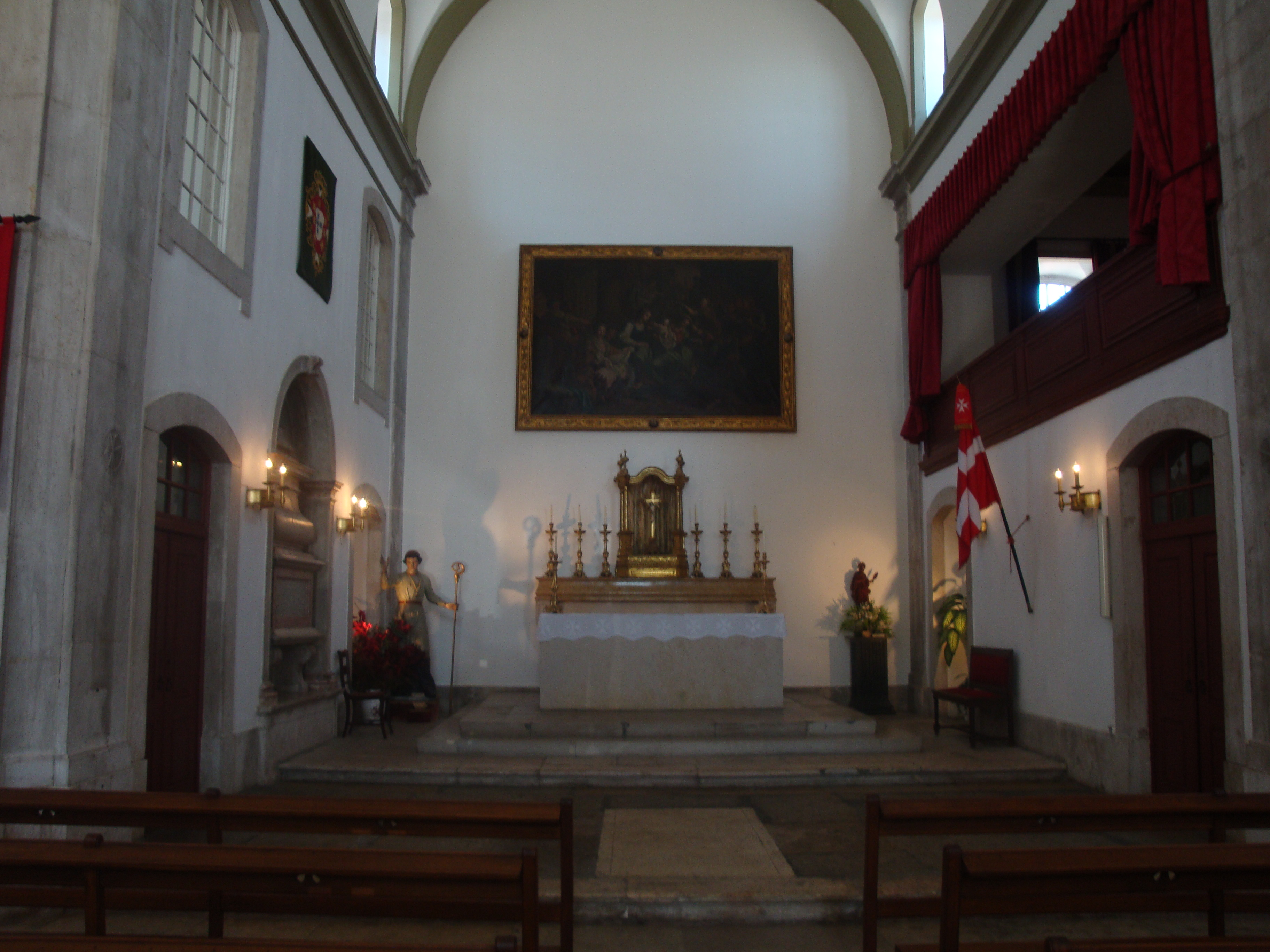
Interior de la iglesia

Lateralmente, posee dos paneles de azulejo representado escenas de la Reconquista de Lisboa y las batallas contra los musulmanes y la Plaza del Comercio. La planta de la iglesia es en cruz latina.